# A Perfect Circle
A Perfect Circle este o trupă americană de rock alternativ (1999–2004, 2010-). Membrii formației sunt:
- Maynard James Keenan
- Billy Howerdel
- James Iha
- Matt McJunkins
- Jeff Friedl

## Discografie
- 2000 - Mer de Noms
- 2003 - Thirteenth Step
- 2004 - eMOTIVe
- 2018 - Eat the Elephant